# Jerrold Levinson
Jerrold Levinson (Brooklyn, New York, 11 juli 1948) is hoogleraar in de filosofie aan de Universiteit van Maryland College Park. Hij is vooral bekend door zijn werk op het gebied van de muziekesthetica, evenals door zijn onderzoek naar de betekenis en ontologie van film, kunst en humor. Levinsons belangstelling voor de esthetica van de muziek leidde tot een bestudering van de muzikale ontologie in een historische context, en uitvoering, met een nadruk op de betekenis van de uitvoering. Hij heeft theorieën van evaluerende muziek geponeerd en de legitimatie van emotionele reacties in muzikale appreciatie beschouwd. In zijn studie over de uitvoering van muziek heeft hij ook het onderscheid tussen uitvoering en kritische interpretatie onderzocht.

## Opleiding
Levinson studeerde vanaf 1965 aan het Massachusetts Institute of Technology, waar hij in 1969 een Bachelor of Science behaalde in filosofie en chemie. Hij zette zijn studies voort aan de Universiteit van Michigan. Daar behaalde hij zijn doctoraat in filosofie in 1974.

## Carrière
In 1974-1975 was Levinson assistent aan de Staatsuniversiteit van New York (Albany) en aan de Farleigh Dickinson-Universiteit in 1975-1976. In 1976 werd hij assistent aan de Universiteit van Maryland. Daar werd hij in 1982 tot hoogleraar benoemd. In 2004 werd hem de titel Distinguished University Professor toegekend.
Levinson was gasthoogleraar aan meerdere universiteiten in de Verenigde Staten, zoals de Johns Hopkins-universiteit en de Columbia-universiteit. Hij werd ook uitgenodigd door universiteiten in andere landen. Zo was hij gasthoogleraar in Engeland (Universiteit van Londen), Nieuw-Zeeland (University of Canterbury), Frankrijk (Universiteit van Rennes), België (Université libre de Bruxelles), Portugal (Universiteit van Lissabon) en Zwitserland (Conservatorio della Svizzera italiana).
Jerrold Levinson was in de periode 2001-2003 voorzitter van de American Society for Aesthetics.